# Lime Rock
L’île Lime Rock est située dans la baie de Narragansett au large de Newport (Rhode Island) aux États-Unis. Elle est rendue célèbre par Ida Lewis, la gardienne du phare considérée comme une héroïne, en raison de ses nombreux sauvetages en mer. En 1927, l'île est vendue à un club nautique : elle est reliée à l'île Aquidneck par une jetée.

### Source de la traduction
- (en) Cet article est partiellement ou en totalité issu de l’article de Wikipédia en anglais intitulé « Lime Rock (island) » (voir la liste des auteurs).